# Robert Toombs

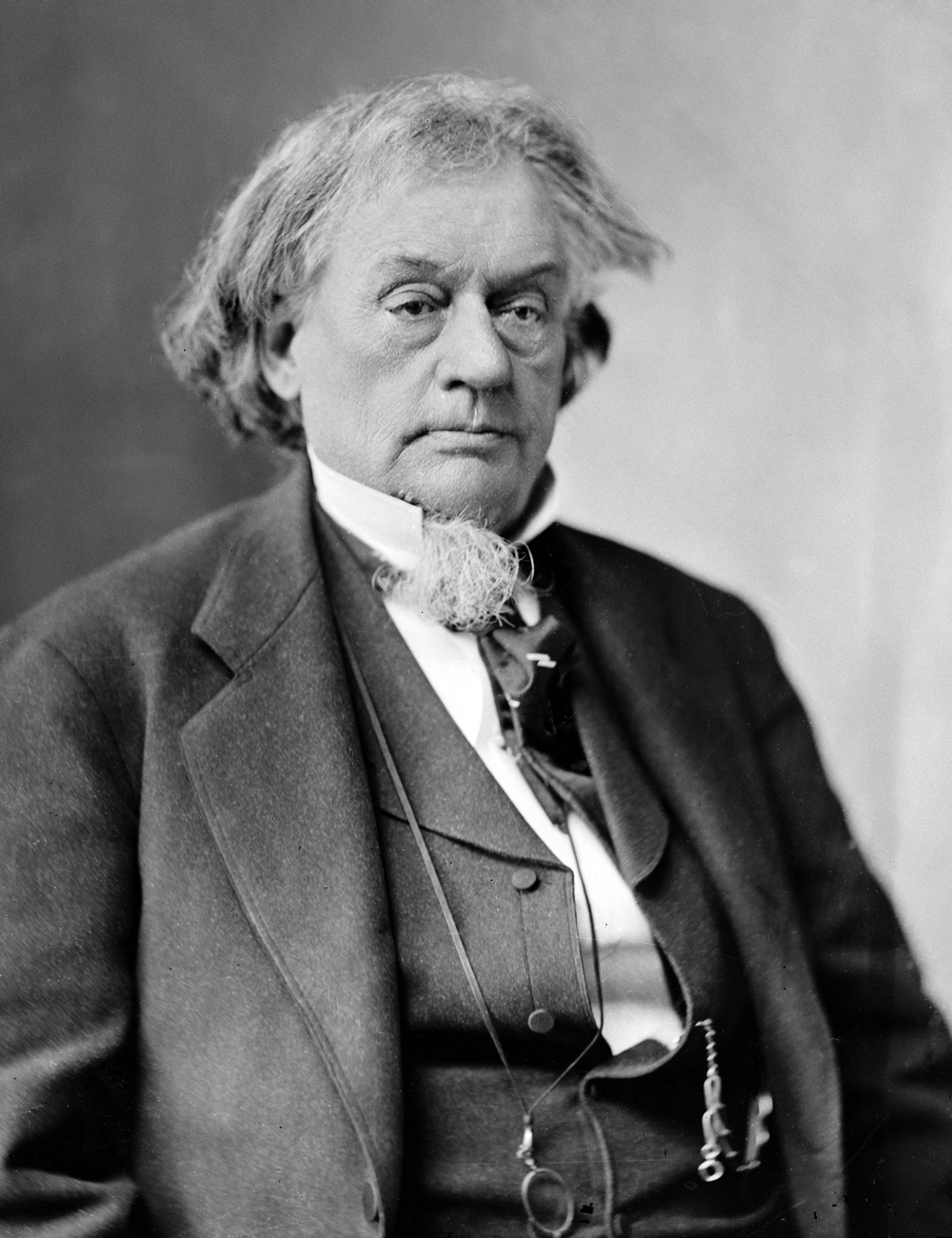
Robert Toombs

Robert A. Toombs (ur. 2 lipca 1810 w hrabstwie Wilkes, zm. 15 grudnia 1885 w Washingtonie) – amerykański polityk, sekretarz stanu Skonfederowanych Stanów Ameryki (1861).

## Życiorys
Urodził się w zamożnej rodzinie plantatorów. Studiował prawo na University of Georgia, skąd przeniósł się na Union College w Schenectady w stanie Nowy Jork, później pracował jako prawnik w Washingtonie w stanie Georgia. Dodatkowo, posiadał plantację i wielu niewolników w Georgii. W latach 1837–1840 i ponownie 1842-1843 pracował w legislaturze Georgii, stając się ekspertem od spraw podatkowych. W 1844 został członkiem Izby Reprezentantów USA, później trzykrotnie uzyskał reelekcję (w 1846, 1848 i 1850). Od 1850 był rzecznikiem szerokich praw dla stanów, a w końcu secesji. Pracował nad przyjęciem kompromisu 1850 roku i jego akceptacją w Georgii i pomógł zorganizować Constitutional Union Party w Georgii jako polityczne narzędzie konserwatystów niezadowolonych z wigów, jednak niegotowych poprzeć zorientowanych na secesję Demokratów. W 1852 z ramienia CUP został wybrany do Senatu. Wkrótce potem dołączył do Demokratów, jednak do 1860 pozostawał umiarkowany w kwestii praw poszczególnych stanów. Po wyborze Lincolna na prezydenta i niepowodzeniu kompromisu Crittendena zaczął publicznie opowiadać się za secesją. Przewodził ruchem na rzecz konwencji o prawie Georgii do głosowania za secesją od Unii. W 1861 zrezygnował z mandatu senatora i był delegatem na konwencję Montgomery'ego, na której utworzono Konfederację. Był poważnie rozczarowany tym, że nie został wybrany prezydentem Skonfederowanych Stanów Ameryki, mimo to został mianowany przez Jeffersona Davisa sekretarzem stanu CSA, jednak po kilku miesiącach zerwał z Davisem i opuścił urząd. W lipcu 1861 objął dowództwo brygady Georgii w stopniu generała brygady, wziął udział m.in. w bitwie pod Antietam, jednak jego doświadczenie wojskowe było niewystarczające. Gdy nie otrzymał awansu, z wściekłością zrezygnował z dowodzenia. Wielokrotnie krytykował politykę Konfederacji i przywództwo Davisa, zwłaszcza pobór, zawieszenie habeas corpus, i zależność od kredytu w finansowaniu środków wojennych. W maju 1865 uciekł przez Nowy Orlean i Hawanę do Londynu, wrócił do Georgii w 1867, jednak odmówił ubiegania się o ułaskawienie i przyrzeczenia lojalności. Powrócił do zawodu prawnika, podjął też próby obalenia Radykalnej Rekonstrukcji w Georgii, będąc zwolennikiem przywrócenia supremacji białych w Georgii; odegrał prominentną rolę w konwencji, która zrewidowała konstytucję na korzyść supremacji białych.